# Triaenodes qinglingensis
Triaenodes qinglingensis är en nattsländeart som beskrevs av Yang och Morse 2000. Triaenodes qinglingensis ingår i släktet Triaenodes och familjen långhornssländor. Inga underarter finns listade i Catalogue of Life.